# كامينسك-أورالسكي
كامينسك-أورالسكي (بالروسية: Каменск-Уральский) هي إحدى مدن روسيا في الكيان الفدرالي الروسي سفيردلوفسك أوبلاست.

## أعلام
- إيغور سمولنيكوف